# SC Kuopio Futis-98
SC Kuopio Futis-98 es un equipo de fútbol finlandés de la ciudad de Kuopio, que juega en la Kakkonen. Los partidos de casa los juega en el Savon Sanomat Areena de Kuopio, con una capacidad de 4 000 personas. El actual entrenador del club es Tero Taipale.

## Historia
El club se fundó en 1998, debutando en la Kolmonen. Tras jugar varias temporadas en dicha división, en 2003 el club alcanzó su mejor participación, en la Kakkonen del tercer nivel. Sin embargo, en la temporada siguiente descendió de nuevo a la Kolmonen, donde permanecieron hasta 2010. Desde entonces participan en la Kakkonen, exceptuando un breve descenso de una temporada en 2015. Su mejor posición fue un segundo puesto en 2016, quedando a una posición de jugar los play-off para ascender a la Ykkönen.

## Estadísticas
| Temporada | División (Nombre) | Pos./Equipos | Puntos | Copa de Finlandia |
| --------- | ----------------- | ------------ | ------ | ----------------- |
| 2002      | 4º (Kolmonen)     | 2/(12)       | 47     |                   |
| 2003      | 3º (Kakkonen)     | 12/(12)      | 7      |                   |
| 2004      | 4º (Kolmonen)     | 4/(12)       | 44     |                   |
| 2005      | 4º (Kolmonen)     | 5/(12)       | 32     |                   |
| 2006      | 4º (Kolmonen)     | 10/(12)      | 21     |                   |
| 2007      | 4º (Kolmonen)     | 6/(11)       | 28     |                   |
| 2008      | 4º (Kolmonen)     | 4/(8)        | 25     |                   |
| 2009      | 4º (Kolmonen)     | 2/(11)       | 42     |                   |
| 2010      | 4º (Kolmonen)     | 3/(12)       | 44     | 5ª Ronda          |
| 2011      | 4º (Kolmonen)     | 2/(11)       | 43     | 4ª Ronda          |
| 2012      | 4º (Kolmonen)     | 4/(11)       | 34     |                   |
| 2013      | 4º (Kolmonen)     | 1/(11)       | 48     | 4ª Ronda          |
| 2014      | 3º (Kakkonen)     | 9/(10)       | 30     |                   |
| 2015      | 4º (Kolmonen)     | 1/(12)       | 56     |                   |
| 2016      | 3º (Kakkonen)     | 2/(12)       | 43     |                   |
| 2017      | 3º (Kakkonen)     | 9/(12)       | 25     |                   |
| 2018      | 3º (Kakkonen)     | 5/(12)       | 34     |                   |
| 2019      | 3º (Kakkonen)     | 3/(12)       | 42     |                   |
| 2020      | 3º (Kakkonen)     | 5/(12)       | 26     |                   |

## Entrenadores
- Sami Laine (2009-11)
- Sauli Tiilikainen (2009-11)
- Petri Hätinen (2009-11)
- Marko Kurikka (2013-2014)
- Jarmo Matilainen (2013-2014)
- Jouni Jäntti (2014-15)
- Markus Räsänen (2015)
- Jouni Jäntti (2016-17)
- Mike Keeney (2017-18)
- Juha-Pekka Niskanen (2019)
- Janne Kasurinen (2020)
- Ivan Piñol (2021)
- Tero Taipale (2021-)